# Petrus Laurentius Wockenfuß
Petrus Laurentius Wockenfuss (* 17. Märzjul. / 27. März 1675greg. in Groß Brüskow, Hinterpommern; † August 1721 in Husum) war ein deutscher Komponist und Kantor.

## Leben
Wockenfuss entstammte einer seit dem 15. Jahrhundert im Raume Stolp ansässigen Theologenfamilie. Er wurde in Groß-Brüskow als Sohn des dortigen Pastors geboren. Er absolvierte wahrscheinlich einen Teil seiner Studien in Regensburg. Unklar ist, wann er nach Norddeutschland kam. Spätestens 1700 tritt er dort mit vier Kompositionen in der von Johann Christopher Jauch (1669–1724) betreuten Neuauflage von Heinrich Elmenhorsts Liedern auf. Dabei und bei späteren Kompositionen verband er beispielhaft Bibelspruch und Kirchenlied, wie dies später auch bei Johann Sebastian Bach anzutreffen ist. Seine Melodik und Harmonik sind der Buxtehudes vergleichbar. 
1708 übernahm er das Kantorenamt der Nikolaikirche in Kiel, das er bis zu seinem Tod 1721 innehatte.

## Werke
- Franck, Johann Wolfgang, Heinrich Elmenhorst: Geistliche Lieder, herausgegeben von Johann Christopher Jauch, Lüneburg 1700, Reprint Hildesheim 2000, ISBN 3-487-11039-3 (= Denkmäler Deutscher Tonkunst 1. Folge, Band 45, Wiesbaden 1961)